# Lomariopsis hederacea
Lomariopsis hederacea är en ormbunkeart som beskrevs av Arthur Hugh Garfit Alston. Lomariopsis hederacea ingår i släktet Lomariopsis och familjen Lomariopsidaceae. Inga underarter finns listade.